# Virginia Sale
Pour les articles homonymes, voir Sale.
Virginia Sale est une actrice américaine née le 20 mai 1899 à Urbana (Illinois, États-Unis) et morte le 23 août 1992 à Woodland Hills (Los Angeles).

## Filmographie

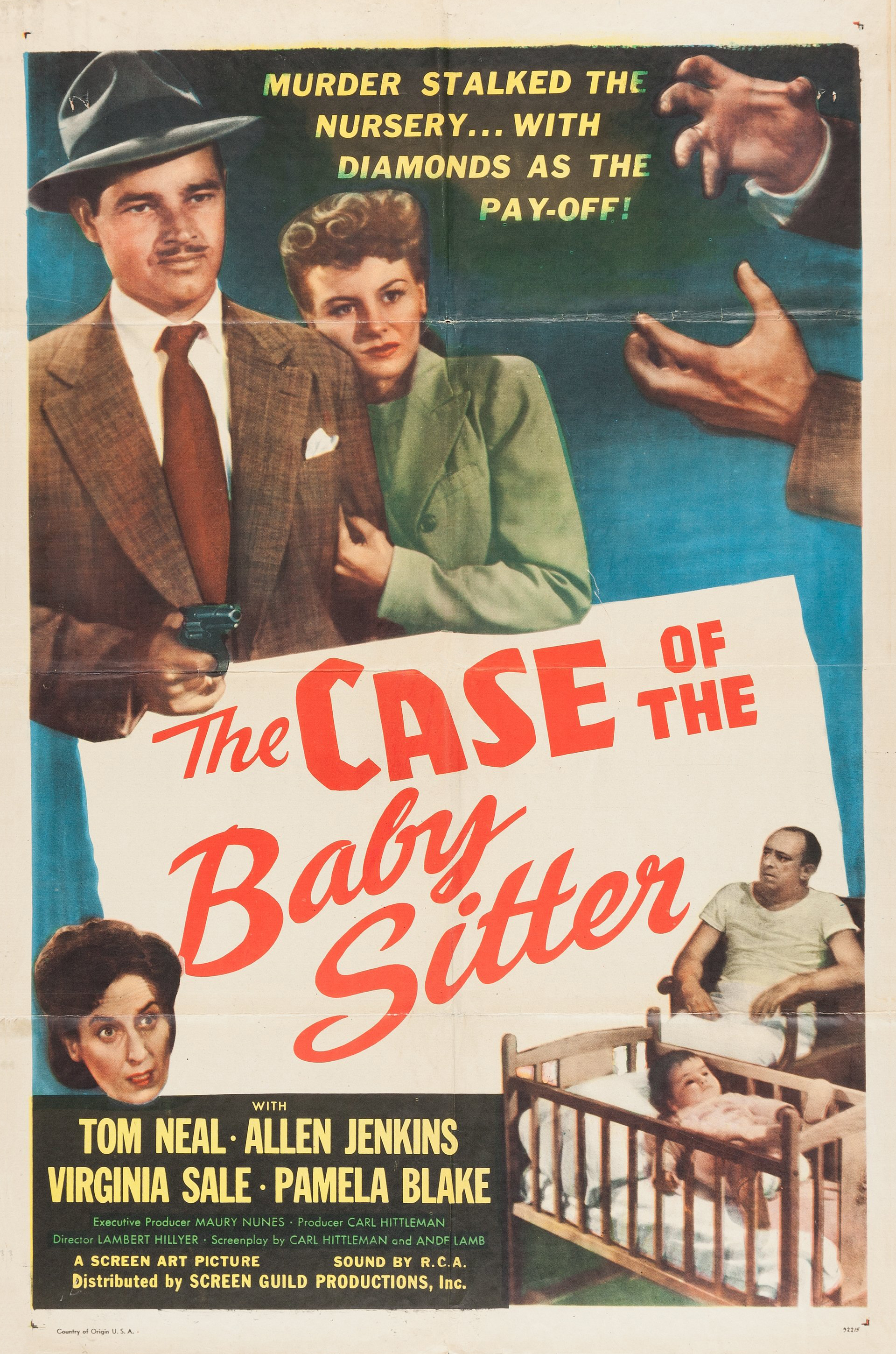
Affiche du film The Case of the Baby Sitter (1947).

- 1927 : Legionnaires in Paris : Fifi
- 1928 : La Foule (The Crowd) de King Vidor : la belle-sœur de Mary
- 1928 : Midnight Madness : The Gargoyle
- 1928 : Harold Teen de  Mervyn LeRoy : Mrs. Schmittenberger
- 1928 : The Floating College : Miss Cobbs
- 1929 : Below the Deadline de J. P. McGowan : Mère Biblow
- 1929 : Fancy Baggage de John G. Adolfi : Miss Hickey
- 1929 : Le Torrent fatal (Weary River) : la femme bruyante à l'audience
- 1929 : Kid's Clever : Secretary
- 1929 : Sound Your 'A'
- 1929 : Cohen et Kelly aux bains de mer (The Cohens and Kellys in Atlantic City) de William James Craft : Miss Rosenberg
- 1929 : Stewed, Fried and Boiled
- 1930 : Loose Ankles : Mrs. Berry from Walla Walla
- 1930 :  Un mari provisoire (en) (Embarrassing Moments) de William James Craft : tante Prudence
- 1930 : Lord Byron of Broadway de Harry Beaumont et William Nigh : Flirty Dowager
- 1930 : Lovin' the Ladies : Marie
- 1930 : Show Girl in Hollywood : Miss J. Rule, Otis' Secretary
- 1930 : Back Pay (en) : Miss Flanagan, la secrétaire de Wheeler
- 1930 : The Dude Wrangler de Richard Thorpe : Dude Guest
- 1930 : Moby Dick : First old maid
- 1930 : His Error
- 1930 : Bright Lights : 'Sob Sister, a Reporter
- 1930 : A Soldier's Plaything de Michael Curtiz Recruitment Speaker
- 1930 : Nuits viennoises (Viennese Nights) de Alan Crosland : Emma Stirner
- 1930 : New Moon : Madame Romanski
- 1931 : The Great Meadow : Bit Part
- 1931 : Many a Slip : Smitty
- 1931 : Too Young to Marry : Myra
- 1931 : Mon passé (My Past) de Roy Del Ruth : Miss Taft, la secrétaire de Thornley
- 1931 : Big Business Girl : Sally Curtin
- 1931 : Gold Dust Gertie : Secretary Modelling Skimpy Bathing Suit
- 1931 : La Faute de Madelon Claudet (The Sin of Madelon Claudet) : Charity Ward Nun
- 1931 : Secret Service : Miss Kittridge
- 1931 : Possessed
- 1931 : Compromised : Maggie
- 1931 : Her Majesty, Love : Laura Reisenfeld
- 1932 : Gare centrale (Union Depot) : Woman on Platform Watching Actress
- 1932 : Running Hollywood
- 1932 : Fireman, Save My Child de Lloyd Bacon : Miss Gallop
- 1932 : Are You Listening? : Marjorie
- 1932 : The Hollywood Handicap
- 1932 : Two Against the World (en) : Radio commentator
- 1932 : Those We Love (en) : Bertha
- 1932 : Bachelor Mother : Mrs. Stone
- 1933 : The Iron Master (en) : Miss Smith
- 1933 : Smoke Lightning : Minnie
- 1933 : Oliver Twist de William J. Cowen : Mrs. Sowerberry
- 1933 : Sweet Cookie
- 1933 : Easy Millions
- 1933 : 'Tis Spring
- 1933 : Sitting Pretty (en) : Bit Part
- 1934 : Love Past Thirty : Nettle
- 1934 : L'Ombre du passé (Registered Nurse) : Dixon
- 1934 : Marrying Widows
- 1934 : Smarty : Edna, Vicki's Maid
- 1934 : L'Homme aux deux visages (The Man with Two Faces) d'Archie Mayo : Peabody, la secrétaire de Weston
- 1934 : Embarrassing Moments : Mère
- 1934 : Madame du Barry : Sophie, la fille du roi
- 1935 : It's a Small World d'Irving Cummings : Lizzie
- 1935 : After the Dance : Edna
- 1935 : We're in the Money : The Nanny
- 1935 : Never Too Late (en) de Bernard B. Ray : une enchérisseuse
- 1936 : Three Men on a Horse : femme de chambre
- 1937 : Outcast : Miss Tweet
- 1937 : Secrets de famille (A Family Affair) : 'Daily Star' Social News editor
- 1937 : On a volé cent mille dollars (We Have Our Moments) : Miss Koltz
- 1937 : The Go Getter : Servant of J. Browne #2
- 1937 : Angel's Holiday : Hatchet-faced Woman
- 1937 : Meet the Missus : Mrs. Moseby, la servante d'Emma's
- 1937 : Dangerous Holiday : tante Augusta
- 1937 : Le Couple invisible (Topper) : Miss Johnson
- 1937 : L'Énigmatique M. Moto (Think Fast, Mr. Moto) : la stewardess du bateau
- 1937 : La Vie, l'Art et l'Amour (Live, Love and Learn) : Sister
- 1937 : Millionnaire à crédit (You're a Sweetheart) : la femme de Gawking au début
- 1938 : The Jury's Secret : Miss Montague
- 1938 : A Trip to Paris : Miss Green
- 1938 : Time Out for Murder : Homely Time-Girl Replacement
- 1938 : Trouble at Midnight : Mrs. Lippencott
- 1938 : His Exciting Night : logeuse
- 1939 : The Lady's from Kentucky : caissière
- 1939 : Charlie Chan à Reno (Charlie Chan in Reno) : The Maid Who Is Missing A Passkey
- 1939 : Veillée d’amour (When Tomorrow Comes) : serveuse
- 1939 : Little Accident de Charles Lamont : infirmière
- 1939 : L'Étonnant M. Williams (The Amazing Mr. Williams) : Miss Mason
- 1940 : I Can't Give You Anything But Love, Baby : logeuse
- 1940 : Le Docteur se marie (The Doctor Takes a Wife) d'Alexander Hall : institutrice
- 1940 : Gold Rush Maisie : Mrs. Harry Gilpin
- 1940 : Flowing Gold (en) d'Alfred E. Green : infirmièree
- 1940 : Calling All Husbands : tante Mabel Parker
- 1940 : The Howards of Virginia : voisine
- 1940 : En avant la musique (Strike Up the Band) : professeure de musique
- 1941 : The Dog in the Orchard : Postmistress
- 1941 : Back Street : Mrs. Johnson
- 1941 : The Great Train Robbery : rôle indéterminé
- 1941 : La Belle Ensorceleuse (The Flame of New Orleans) : Amelia, la cousine de Giraud
- 1941 : Her First Beau de Theodore Reed : Miss Blackmere
- 1941 : One Foot in Heaven : Soeur Sale au cinéma
- 1941 : Miss Polly : Osina Wiggins
- 1941 : La Folle Alouette (Skylark) : femme dans la rame du metro
- 1941 : La Charge fantastique (They Died with Their Boots On) : infirmière
- 1941 : Harvard, Here I Come! (en) de Lew Landers : Miss Frisbie
- 1942 : Torpedo Boat : Mrs. Sweeney
- 1942 : A Desperate Chance for Ellery Queen de James Patrick Hogan : Mrs. Plumpkin, la logeuse
- 1942 : Miss Annie Rooney : la mère de Myrtle
- 1942 : Le Caïd (The Big Shot) de Lewis Seiler : Mrs. Miggs
- 1942 : Boston Blackie Goes Hollywood (en) de Michael Gordon : l'employée au comptoir des cadeaux
- 1942 : La Fièvre de l'or noir (Pittsburgh) : Mrs. Higgins
- 1943 : Reveille with Beverly Charles Barton : Mrs. Browning
- 1943 : Deux Nigauds dans la neige (Hit the Ice) : infirmière n°2
- 1943 : Liens éternels (Hers to Hold) : Personnel Woman
- 1943 : Destroyer de William A. Seiter : la célibataire
- 1943 : My Kingdom for a Cook (en) de Richard Wallace : Schoolteacher
- 1943 : Banana Split (The Gang's All Here) : Miss Custer, la secrétaire
- 1944 : Gambler's Choice : la tante de Mary
- 1944 : Janie de Michael Curtiz : voisine
- 1944 : Swing in the Saddle : Lizzie Dabney
- 1944 : Étrange Mariage (When Strangers Marry) : femme de chambre
- 1944 : Dark Mountain : Aletha Battes
- 1944 : Heavenly Days : la secrétaire de Clark
- 1944 : Hi, Beautiful : l'épouse
- 1944 : Coup de foudre (Together Again) : Secrétaire
- 1944 : Caravane d'amour (Can't Help Singing)
- 1945 : She Gets Her Man : Phoebe
- 1945 : L'introuvable rentre chez lui (The Thin Man Goes Home) : la femme de Tom
- 1945 : Her Lucky Night : la femme au parapluie
- 1945 : La Princesse et le Groom (Her Highness and the Bellboy) : Tante Gertrude Odell
- 1945 : Un cœur aux enchères (Out of This World) : Spinster
- 1945 : Blazing the Western Trail (en) : Nellie
- 1945 : Rhapsody in Blue : Cashier
- 1945 : Star in the Night (court-métrage) de Don Siegel : Miss Roberts
- 1945 : Danger Signal : Mrs. Crockett
- 1946 : La Ville des sans-loi (Badman's Territory) : Meg
- 1946 : Nuit et Jour (Night and Day) : la femme du Ministre
- 1947 : Du sang sur la piste (Trail Street) de Ray Enright : Hannah
- 1947 : The Hat Box Mystery : Veronica Hoopler
- 1947 : The Case of the Baby-Sitter : Veronica Hoopler
- 1964 : One Man's Way : Miss S.E. Collingswood
- 1965 : Les Mystères de l'Ouest (The Wild Wild West), (série TV) - Saison 1 épisode 12, La Nuit du Détonateur humain (The Night of the Human Trigger), de Justus Addiss : tante Martha
- 1967 : How to Succeed in Business Without Really Trying : femme de ménage
- 1969 : Big Daddy
- 1973 : La Chasse aux dollars (Slither) : Bingo Caller